# Ngọc Thụ
Châu tự trị dân tộc Tạng Ngọc Thụ (tiếng Trung: (玉树藏族自治州), Hán Việt: Ngọc Thụ Tạng tộc Tự trị châu), là một châu tự trị tại tỉnh, Thanh Hải, Cộng hòa Nhân dân Trung Hoa.
Châu tự trị này có diện tích 188,794 km²，dân số năm 1999 là 252.700 người, 97% là người Tạng, ngoài ra còn có người Hán.
Tháng 4 năm 2010, tại đây đã xảy ra trận động đất.

## Các đơn vị hành chính
Châu tự trị Ngọc Thụ quản lý các đơn vị cấp huyện như sau:
- Thành phố cấp huyện Ngọc Thụ (玉树市, Yushu)
- Tạp Đa (杂多, Zaduo)
- Xưng Đa (称多, Chengduo)
- Trì Đa (治多, Zhiduo)
- Nang Khiêm (囊谦, Nangqian)
- Khúc Ma Lai (曲麻莱, Qumalai)

## Các dân tộc ở Ngọc Thụ vào năm 2005[1]
| Dân tộc        | Dân số  | Tỷ lệ  |
| -------------- | ------- | ------ |
| Người Tạng     | 288.829 | 97,25% |
| Người Hán      | 7.594   | 2,56%  |
| Người Hồi      | 295     | 0,01%  |
| Người Thổ      | 138     | <0,01% |
| Người Salar    | 64      | <0,01% |
| Người Mông Cổ  | 50      | <0,01% |
| Người Mãn Châu | 22      | <0,01% |
| Khác           | 12      | <0,01% |

Chỉ tính dân số theo hộ khẩu, không tính dân tự do khoảng 50-60.000 người.